# 和平之門
和平之門（義大利語：Porta Sempione）是義大利米蘭的一座城門。位於米蘭市中心。城門修建於19世紀，但其的起源可以追溯至古羅馬時期米蘭城區的城門。和平之門所在的地區也是米蘭的夜生活中心地區之一。

## 外部連結
- Gardiner, Marguerite (Comtesse de Blessington). . Baudry's European Library. 1841: 150–151.